# Bogorodítskoie (Kursk)
|  | Per a altres significats, vegeu «Bogorodítskoie». |

Bogorodítskoie (en rus: Богородицкое) és un poble de l'óblast de Kursk, a Rússia, que el 2017 tenia 241 habitants. Pertany al districte rural de Gorxétxnoie.